# Delaney Bramlett
Delaney Bramlett (ur. 1 lipca 1939 w Pontotoc w stanie Mississippi – zm. 27 grudnia 2008 w Los Angeles) – amerykański wokalista, muzyk i producent muzyczny.

## Wybrana dyskografia
- 1969 Accept No Substitute (Elektra)
- 1969 Home (Stax)
- 1970 Delaney & Bonnie & Friends on Tour (WEA / Atlantic)
- 1970 To Bonnie from Delaney (Atco)
- 1971 Motel Shot (Atco)
- 1971 Genesis (GNP/Crescendo)
- 1972 Country Life (Atco)
- 1972 D&B Together (CBS)